# 상원 최씨
상원 최씨(祥原崔氏)는 황해북도 상원군을 본관으로 하는 한국의 성씨이다. 시조 최응(崔凝)은 개성 최씨의 시조인 최우달(崔佑達)의 아들이며, 태조 왕건을 도와 고려 건국에 공을 세워 내봉경(內奉卿)을 지내며 대광태자태부(大匡太子太傅)에 추증되었다. 

## 참고 자료
- “상원최씨(祥原崔氏)”. 뿌리를 찾아서.[깨진 링크(과거 내용 찾기)]